# Chacarã
Chacarã (Chakaran) é uma cidade do Afeganistão, localizada na província de Badaquexão.